# 藍點大咽齒鯛
藍點大咽齒鯛，為輻鰭魚綱鱸形目隆頭魚亞目隆頭魚科的其中一種，分布於西印度洋區，包括南非、模里西斯、留尼旺、馬達加斯加等海域，棲息深度10-40公尺，本魚雌性身體褐色在每個鱗片上有圓的藍色斑點，頭部黃色到黃褐色與黑邊藍色條紋；雄性身體與尾鰭黃褐色且有鑲黑邊的藍色斑點，頭部暗橘色或黃色，並有深色邊緣的藍色條紋，體長可達11.5公分，棲息在礁石區，生活習性不明。

## 擴展閱讀
維基物種上的相關：藍點大咽齒鯛